# Christian Egenolff
Christian Egenolff, o Velho (1502-1555) (Hadamar, 26 de Julho de 1502 — Frankfurt am Main, 9 de Fevereiro de 1555) foi livreiro, librettista e humanista alemão. Foi o primeiro e mais importante impressor e publicador a montar uma oficina tipográfica em  Frankfurt am Main, e mais conhecido por suas reedições de Adam Ries (1492-1559), Erasmo de Rotterdam (1466-1536) e Ulrich von Hutten (1488-1523).

## Publicações[2]
- Adversum illiberales Leonharti Fuchsii, medici Tubingensis, calumnias ..., 1544
- Anthologia gnomica: Illvstres vetervm graecae comoediae scriptorvm sententiæ, 1579
- Arithmetices erotemata pverilia: in quibus sex species huius utilissimae artis, & regula, quam uocant, detri, breuiter & perspicuè tranduntur, Lucas Lossius 1557
- Bergwerk- und Probir Büchlin, 1535
- Canticum Canticorum ... elegiaco carmine redditum, 1574
- Chaspari Rhodolphi Dialectica ad præscriptum Organi Aristotelici,: ex interpretibus Græcis congesta, copiosiusq[ue] multò, quàm hactenus, tractata. Accesserunt enim tabulæ ... Adcessit postremò Epitome dialectices, pro pueris pædagogicis, 1550
- Christiani Laurentiadea Egenolphi epodōn reliquiae, 1603
- Chronica Von an Vnd Abgang Aller Weltwesen, Etc. [com gravuras, e ilustrações de Hans S. Beham], 1534
- De conservanda bona valetudine opusculum versibus conscriptum, 1553
- Dialogus mutuis interrogationibus et responsionibus reddens rationem ueteru[m] Synodorum, cum generalium, cum prouincialium: item uisitationum, & nuper habitae synodi & uisitationis, pro pastoribus Comitatus Nassouiensis, sun illustri & generoso Domino Guilelmo Comite : simul[que] explicans eiusdem synodi & uisitationis acta, que lecta & cognita, & alijs regionibus multum utilitatis adferre possunt, 1539
- Epodōn reliquiae, 1603
- Flores Hesperidum 1574
- Lexicon epitome definitionum et rerum: non modò tyronibus iuris ... 1548
- Lexicon Ivris: Epitome Definitionvm Et Rervm, Non modò tyronibus Iuris, ad intelligenda grauißima Iurisconsultorum Romanorum Scripta, sed etiam aliarum artium studiosis, ad discendas multarum uocum proprietates adprimè utilis, 1548
- M. Annei Lucani, De bello ciuili, libri decem, 1551
- Plantarum, arborum, fruticum, et herbarum effigies, numero octingentae, ad uiuum depictæ, cum earundem proprijs, sex linguarum, uidelicet Græcis, Latinis, Italicis, Gallicis, Hispanicis & Germanicis nomenclaturis, 1562
- Proverbia Solomonis carmine ..., 1595
- Rvdimenta arithmetices, 1561
- P. Virgilii Maronis poëmata: lectionum varietatibus, recentium duorum optimæ notæ exemplarium fide collectis locupletata: Quibus ac calcem addita est Epithetorum Virgilianorum Appendix: studio & opera Christiani Egenolphi F., 1597

## Bibliografia

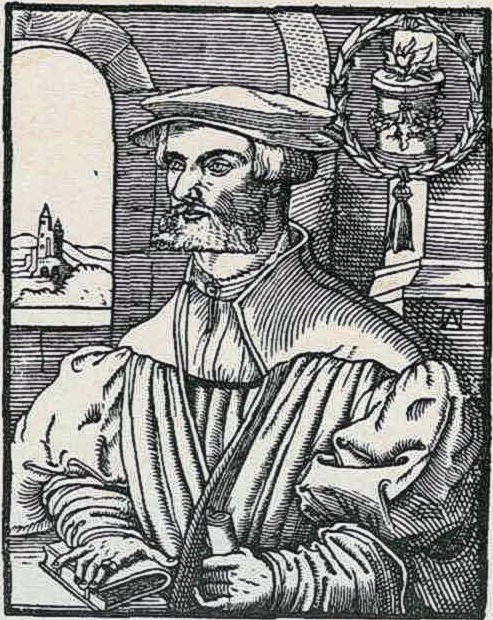
Christian Egenolff, o Velho (1502-1555)